# Norwegen beim Junior Eurovision Song Contest
Teilnehmende Rundfunkanstalt

Erste Teilnahme
2003
Bisher letzte Teilnahme
2005
Anzahl der Teilnahmen
3 (Stand 2005)
Höchste Platzierung
3 (2005)
Höchste Punktzahl
123 (2005)
Niedrigste Punktzahl
12 (2004)
Punkteschnitt (seit erstem Beitrag)
51,00 (Stand 2005)
Punkteschnitt pro abstimmendem Land im 12-Punkte-System
2,95 (Stand 2005)
Dieser Artikel befasst sich mit der Geschichte Norwegens als Teilnehmer am Junior Eurovision Song Contest.

## Vorentscheide
Von 2003 bis 2005 fand stets der Melodi Grand Prix Junior statt, um den norwegischen Teilnehmer zu bestimmen.

## Teilnahme am Wettbewerb

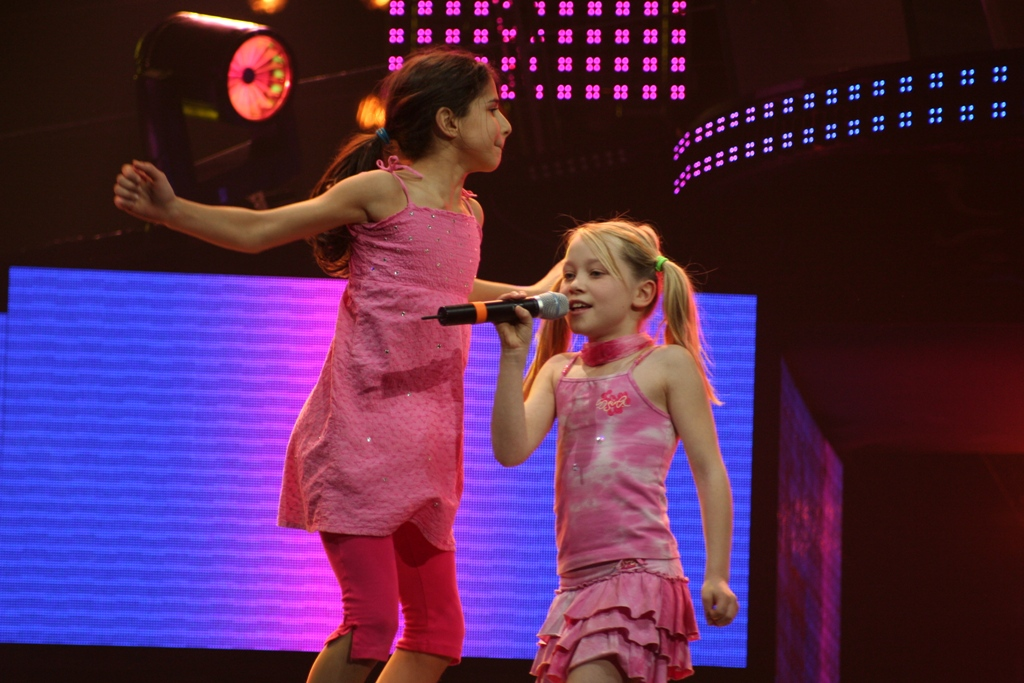
Malin Reitan, Dritte von 2005

Norwegen war bei den ersten beiden Teilnahmen wenig erfolgreich und wurde jeweils Dreizehnter. Erst 2005, bei der bis heute letzten Teilnahme, wurde der norwegische Beitrag von Malin Reitan Dritter. Seitdem nimmt Norwegen, wie Dänemark, nicht mehr teil, da beide Länder mit einer Regeländerung, die professionelle Kinderkünstler erlaubte, nicht einverstanden waren und sich dem MGP Nordic zuwandten.

## Liste der Beiträge
| Jahr      | Interpret                | Titel (Musik / Text)              | Sprache                  | Übersetzung                   | Platz Teilnehmer (gesamt) | Punkte                   |
| --------- | ------------------------ | --------------------------------- | ------------------------ | ----------------------------- | ------------------------- | ------------------------ |
| 2003      | 2U                       | Sinnsykt gal forelsket (2U)       | Norwegisch               | Wahnsinnig heftig verliebt    | 13 / 16                   | 18                       |
| 2004      | @lek                     | En stjerne skal jeg bli (@lek)    | Norwegisch               | Ein Sternchen sollte ich sein | 13 / 18                   | 12                       |
| 2005      | Malin Reitan             | Sommer og skolefri (Malin Reitan) | Norwegisch               | Sommer und Ferien             | 3 / 16                    | 123                      |
| seit 2006 | Auf Teilnahme verzichtet | Auf Teilnahme verzichtet          | Auf Teilnahme verzichtet | Auf Teilnahme verzichtet      | Auf Teilnahme verzichtet  | Auf Teilnahme verzichtet |

## Ausgetragene Wettbewerbe
| Jahr | Stadt       | Austragungsort | Moderation                              |
| ---- | ----------- | -------------- | --------------------------------------- |
| 2004 | Lillehammer | Håkons Hall    | Nadia Hasnaoui & Stian Barsnes-Simonsen |

## Punktevergabe
Folgende Länder erhielten die meisten Punkte von oder vergaben die meisten Punkte an Norwegen:
| Die meisten vergebenen Punkte | Die meisten vergebenen Punkte | Die meisten vergebenen Punkte |
| Platz                         | Land                          | Punkte                        |
| ----------------------------- | ----------------------------- | ----------------------------- |
| 1                             | Dänemark                      | 32                            |
| 2                             | Kroatien                      | 25                            |
| 3                             | Spanien                       | 20                            |
| 3                             | Belarus                       | 20                            |
| 5                             | Rumänien                      | 14                            |

| Die meisten erhaltenen Punkte | Die meisten erhaltenen Punkte | Die meisten erhaltenen Punkte |
| Platz                         | Land                          | Punkte                        |
| ----------------------------- | ----------------------------- | ----------------------------- |
| 1                             | Dänemark                      | 22                            |
| 2                             | Schweden                      | 21                            |
| 3                             | Spanien                       | 13                            |
| 4                             | Lettland                      | 11                            |
| 5                             | Malta                         | 10                            |
| 5                             | Niederlande                   | 10                            |

Stand: 2005